# Littorina meleagris
Littorina meleagris är en snäckart som först beskrevs av Valéry Louis Victor Potiez och Gaspard Louis André Michaud 1838.  Littorina meleagris ingår i släktet Littorina och familjen strandsnäckor. Inga underarter finns listade i Catalogue of Life.